# 西山大衛
西山 大衛（にしやま だいえい、生没年不詳）は、幕末の肥後国熊本藩の藩士。室町幕府13代将軍足利義輝と烏丸氏との遺子を称する尾池玄蕃の後裔とされる西山家の当主。家格比着座同列定席。石高は1100石。藩内派閥は保守派である学校党に所属。明治2年8月（1869年）まで奉行を務める。父は西山氏侯。子は西山直太郎。「大衛」は西山家がしばしば称した通称であるが、一般的に「西山大衛」というと幕末に奉行を務めた本記事の人物を指す。なお、諱は不詳である。